# 长圆叶山黑豆
长圆叶山黑豆（学名：Dumasia oblongifoliolata）为豆科山黑豆属下的一个种。

## 扩展阅读
- 維基物種上的相關：长圆叶山黑豆